# Сереброполля
Сереброполля (рос. Сереброполье) — присілок у Азовському німецькому національному районі Омської області Російської Федерації.
Належить до муніципального утворення Пришибське сільське поселення. Населення становить 649 осіб.

## Історія
Згідно із законом від 30 липня 2004 року органом місцевого самоврядування є Пришибське сільське поселення.

## Населення
| 1913 | 1920 | 1926 | 1939 | 1959 | 1970 | 1979 |
| ---- | ---- | ---- | ---- | ---- | ---- | ---- |
| 85   | ↗147 | ↗156 | ↗360 | ↗390 | ↘312 | ↗409 |
| 1989 | 1993 | 2002 | 2006 | 2010 |      |      |
| ↗548 | ↗616 | ↗679 | ↘594 | ↗649 |      |      |